# The Terrys
The Terrys — австралійський інді-рок гурт із міста Геррінгонг, створений на початку 2020 року.
Музика гурту була класифікована як інді-рок, фолк-рок, інді-фолк.
У вересні 2021 року гурт випустив свій дебютний мініальбом The TerrySonic Mixtape.
Їхній дебютний студійний альбом True Colour був випущений у жовтні 2022 року та досяг 17 місця в чарті ARIA Charts у березні 2023 року.
У лютому 2024 року гурт випустив свій другий альбом, Skate Pop.

## Учасники гурту
- Джейкоб Фінч (Jacob Finch) — вокал
- Лукас Андерсон (Lukas Anderson) — соло-гітара
- Бен Сальваторі (Ben Salvatori) — ритм-гітара
- Кемерон Купер (Cameron Cooper) — ударні
- Трент Купер (Trent Cooper)[5] — бас-гітара

## Дискографія

### Студійні альбоми
| Назва       | Інформація про альбом                                                                                  | Пікові позиції в чартах |
| Назва       | Інформація про альбом                                                                                  | AUS                     |
| ----------- | --- | ----------------------- |
| True Colour | - Реліз: 7 жовтня 2022 - Лейбл: The Terrys, Domestic La La (DLL027) - Формат: CD, LP, digital download | 17                      |
| Skate Pop   | - Реліз: 23 лютого 2024 - Лейбл: Impressed (IMP019) - Формат: LP, digital download                     | 71                      |

### Мініальбоми
| Назва                  | Інформація про мініальбом                                                                                              |
| ---------------------- | --- |
| The TerrySonic Mixtape | - Реліз: 3 вересня 2021 - Лейбл: The Terrys, Domestic La La Records (DLL025) - Формат: digital download, LP, streaming |